# Odontopsammodius mapirii
Odontopsammodius mapirii är en skalbaggsart som beskrevs av Cartwright 1955. Odontopsammodius mapirii ingår i släktet Odontopsammodius och familjen Aphodiidae. Inga underarter finns listade i Catalogue of Life.